# جورج جونسون (رسام)
جورج جونسون (بالإنجليزية: George Johnson)‏ هو رسام أسترالي ونيوزيلندي، ولد في 18 أغسطس 1926 في نيلسون في نيوزيلندا.